# Prior der Caporioni
Der Prior der Caporioni war vom Mittelalter bis 1870 der Leiter der Rioni in der Camera Capitolina (altes Organ der Stadtregierung von Rom). 

## Geschichte
Ab dem späten Mittelalter wurde jeder Rione von einem „capo rione“ (oder „caporione“) geleitet. Jeder Caporione wurde bei seiner Aufgabe, zur Kontrolle der öffentlichen Ordnung, von einigen einfachen Bürgern seines Vertrauens unterstützt, die als Constabili oder sogar als „capotori“ bezeichnet wurden und somit die Stadtwache waren.
Der Caporione des Rione I hatte jedoch eine besondere Rolle: Er wurde auch „Prior der Caporioni“ genannt und bildete zusammen mit den drei Conservatori den sogenannten „Magistrato Romano“ und übte damit die Doppelrolle des Caporione und des untergeordneten Magistrats aus. In den Gedenktexten wird der Prior der Caporioni in lateinischer Form („cap. reg. urbis priore“) oder auch abgekürzt als CRP (Caput Regione Populi) angegeben. 
Diese Person kam meist aus der Stadtaristokratie (Patrizier). Im Gegensatz zu anderen Caporioni, die nur bis zur Mitte des 18. Jahrhunderts bestanden, wurde der Posten des Prior der Caporioni schließlich mit der Reform von Pius IX. mit dem Sondergesetz durch Motu proprio vom 1. Oktober 1847 mit dem Titel „Struttura e organizzazione municipale e dell’amministrazione degli uffici“ („Struktur und kommunale Organisation und Verwaltung von Ämtern“) abgeschafft.